# Bílý znak
Bílý znak (řidčeji bílé místo, anglicky whitespace (character)) je v informatice takový znak, který představuje prázdné místo. Typickým zástupcem bílých znaků jsou znaky zadávané na klávesnici mezerníkem a tabulátorem, v Unicode jich existuje mnohem více. V některých kontextech je za bílý znak také považován znak či znaky zadávané klávesou Enter (např. v HTML libovolně, v syntaxi Wikipedie pouze 1×).

## Přehled
Bílé znaky lze rozlišit na horizontální a vertikální. Mezi základní horizontální klávesu patří Mezerník. Dále také klávesa Tab ↹, která se na rozdíl od mezerníku liší především v délce vložené mezery. Mezi vertikální bílé znaky patří klávesa ↵ Enter, která vloží nový řádek. V závislosti na formátu může vložit řídicí znaky CR (carriage return, ASCII kód 13), LF (line feed, ASCII kód 10) nebo oba.
Termín „bílý znak“ vychází z podoby znaku na běžném papíru, kde se znak jeví jako neviditelný. To však neznamená, že se nenachází v kódu aplikace. Bílý znak je zpracováván stejně jako jakýkoliv jiný znak a programy s ním nakládají jako s plnohodnotným znakem.

## Použití ve zdrojovém kódu
V rámci zdrojového kódu ve většině programovacích jazyků jsou přebytečné bílé znaky překladačem ignorovány (vícenásobné považovány za jediný), což umožňuje programátorovi využít této vlastnosti ke zpřehlednění kódu nebo jeho zarovnání podle svých vlastních představ. V řetězcových konstantách jsou bílé znaky zachovávány. Ovšem není to pravidlem všech programovacích jazyků, některé z nich, například u Haskellu nebo Pythonu, má zarovnání (indentace) bílými znaky své místo v syntaxi jazyka a ovlivňuje smysl programu. Esoterický programovací jazyk Whitespace je umělým příkladem jazyka, kde jsou naopak běžné bílé znaky nositeli informace a ostatní znaky jsou ignorovány.
Nejběžnější je ovšem přístup, kdy jsou bílé znaky uměřeně používány rozvržení kódu (horizontální – zalamování příliš dlouhých řádek a vertikální v oddělování logických celků kódu) a tím k zvýšení přehlednosti. Existují dokonce domluvené styly zápisu programu. Takto mohou být bílé znaky používány i v některých značkovacích jazycích, například v HTML. Zde má uměřenost v používání bílých znaků význam také v tom, že by neměly neúměrně prodlužovat velikost souboru a tedy nezhoršovat rychlost jeho přenosu. Naštěstí s bílými znaky servery umí pracovat: Nevýznamové mezery se pro server z dat odstraňují jejich předzpracováním, pro člověka se pro čitelnost zase doplňují a uspořádávají procesem tidyzace, z anglického slova tidy – úklid.
Dalším možným použitím bílých znaků je jejich záměrně nezvyklé použití k nenápadnému „podepsání“ zdrojového kódu za účelem ochrany autorských práv.
Stylistické editory rozlišují mezery (nebo obecněji bílé znaky) při zjišťování počtu znaků v dokumentu. Programátorské editory obsahují funkce pro práci s bílým místem (např. indentace, odstranění mezer na začátku/na konci řádků, apod.).